# ズィーバッド山

ゴナーバードのズィーバッド山

ズィーバッドの杉とズィーバッド山。この杉は記録にあるだけでも樹齢1000年を超えることが分かっている。村の若い女性が、願掛けとしてこの木に紐を結ぶ習慣がある。

ズィーバッド山（ペルシア語：کوه زیبد　Kuh-e Zibad ）は、イランの東部、ラザヴィー・ホラーサーン州ゴナーバード郡ズィーバッド村にある山。 首都テヘランの700km東に位置する。 ズィーバッド山の頂上は海抜2,557メートル (8,389 ft)  、周辺部は431メートル (1,414 ft)である。裾部の広さは5.5km。   
ズィーバッド山周辺は、ほとんど植生のない荒野で、周辺の地形は主に丘陵となっており、多くの山や谷がある。近くの最高点はズィーバッド山の南東17.7kmの山で海抜2775メートル。 最寄りの町はサヌで、ズィーバッド山から8.5km北にある。ズィーバッド山の周辺人口は非常に少なく、1平方キロメートルあたりの住民は5人である。この地域は冷涼な草原気候に覆われ、年間平均気温は17°C。最も暖かい月は7月で、気温は30 °C、最も寒いのは1月で、1°Cである。平均年間降水量は211ミリメートル (8 in)で、 最も降水量の多い月は2月の平均58ミリメートル (2 in)、最小降水量は7月の1ミリとなっている。 

別名をティール・マーヒー山（Kūh-e Tīr Māhī）ともいう。一般的には「ズィーバッド山」とよばれ、シャー・ナーメの「12の戦い（Davāzdah Rokh）」においても「ズィーバッド山」と記述されている。 

## Gallery

ダイオウ属の植物
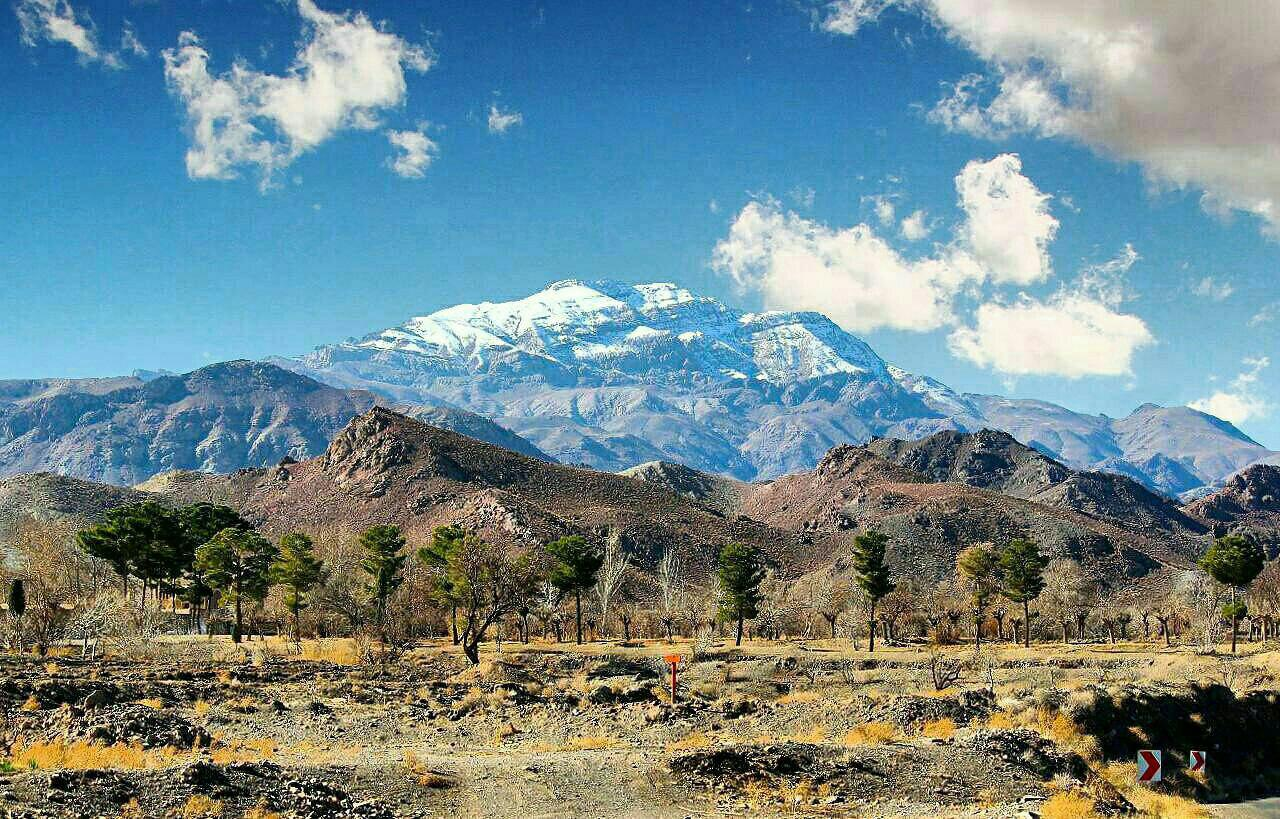
ズィーバッド山
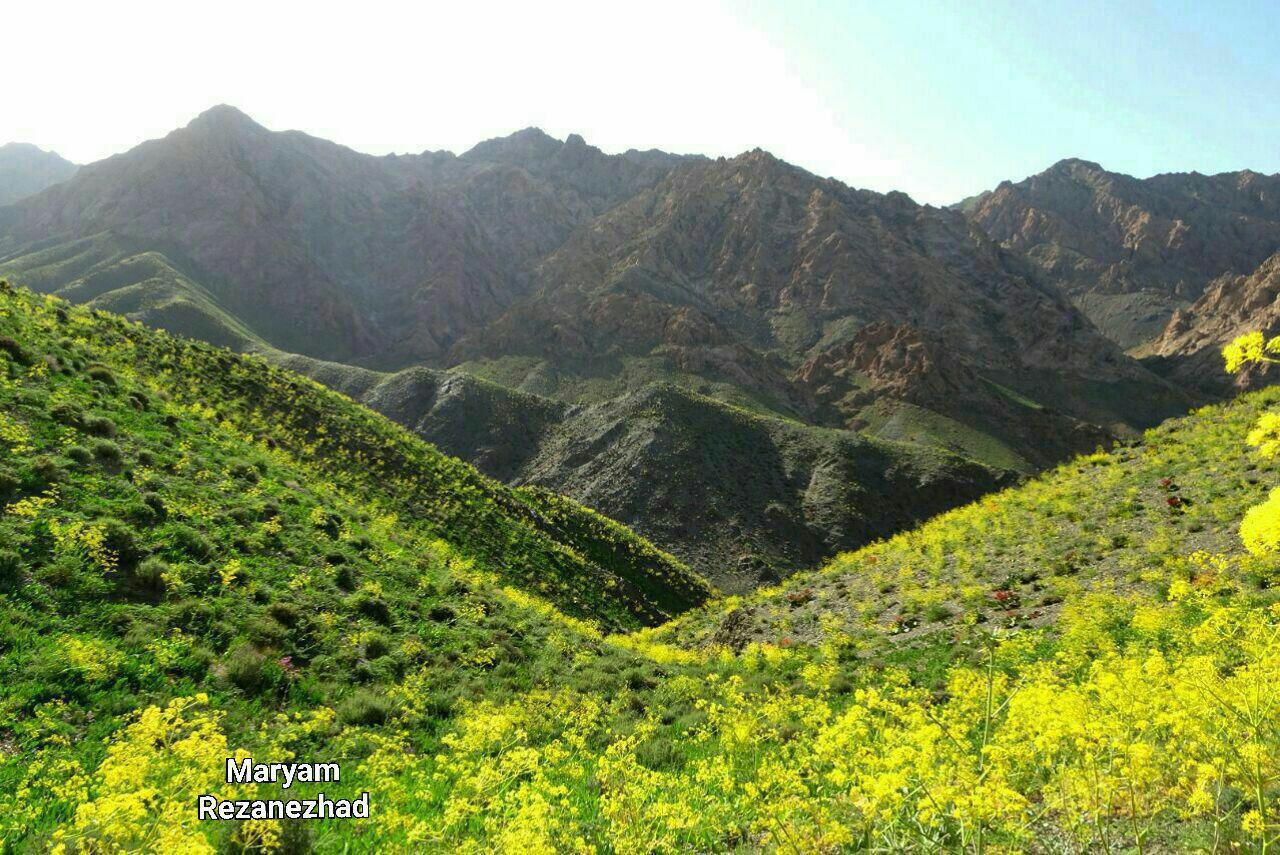
ズィーバッド山
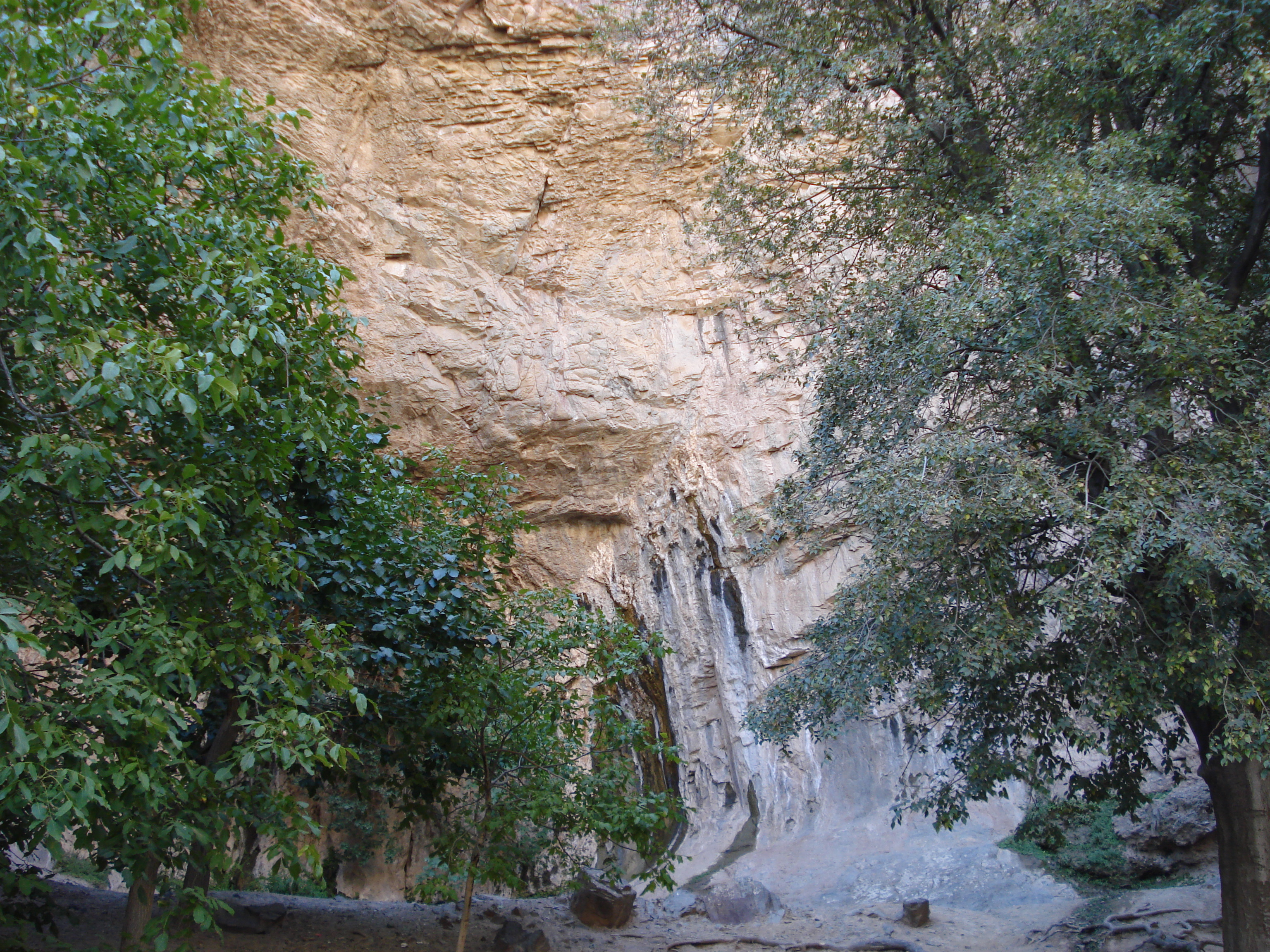
聖なる洞窟
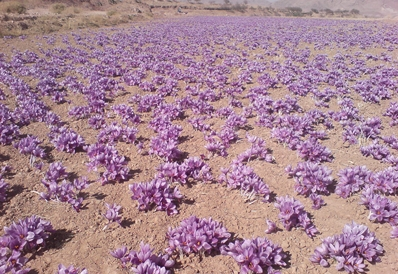
サフラン
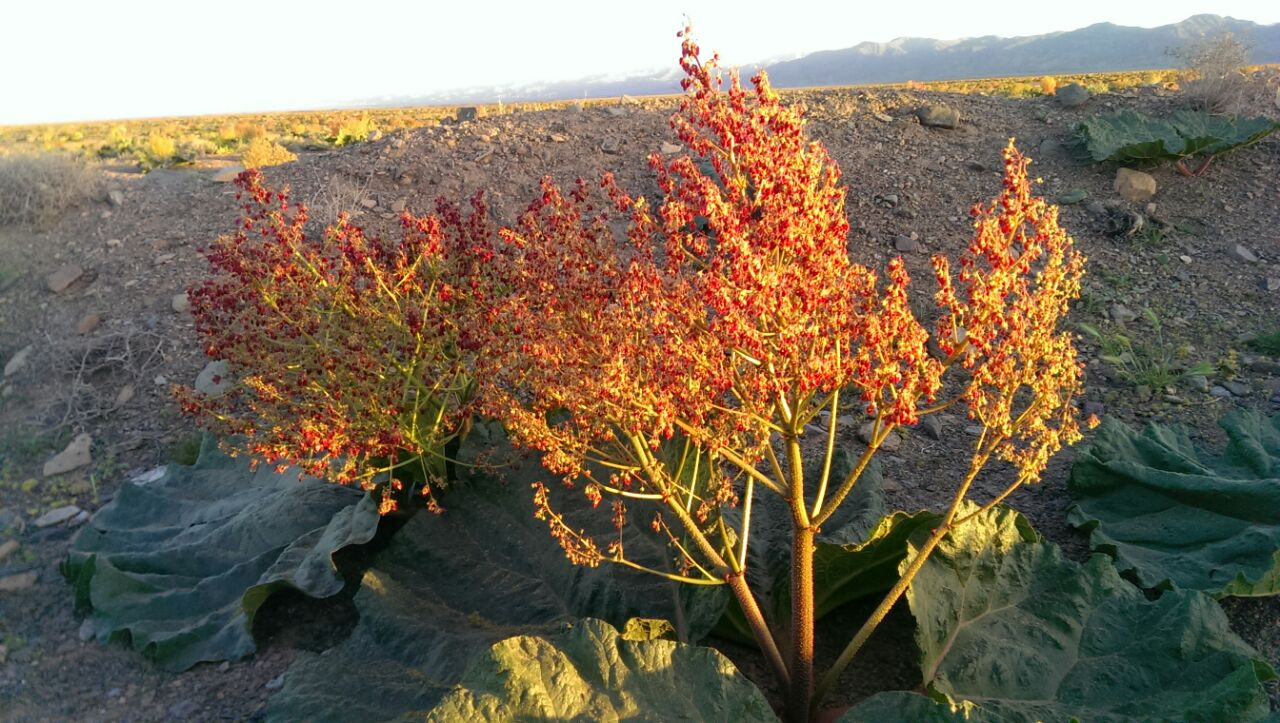
ダイオウ属の植物
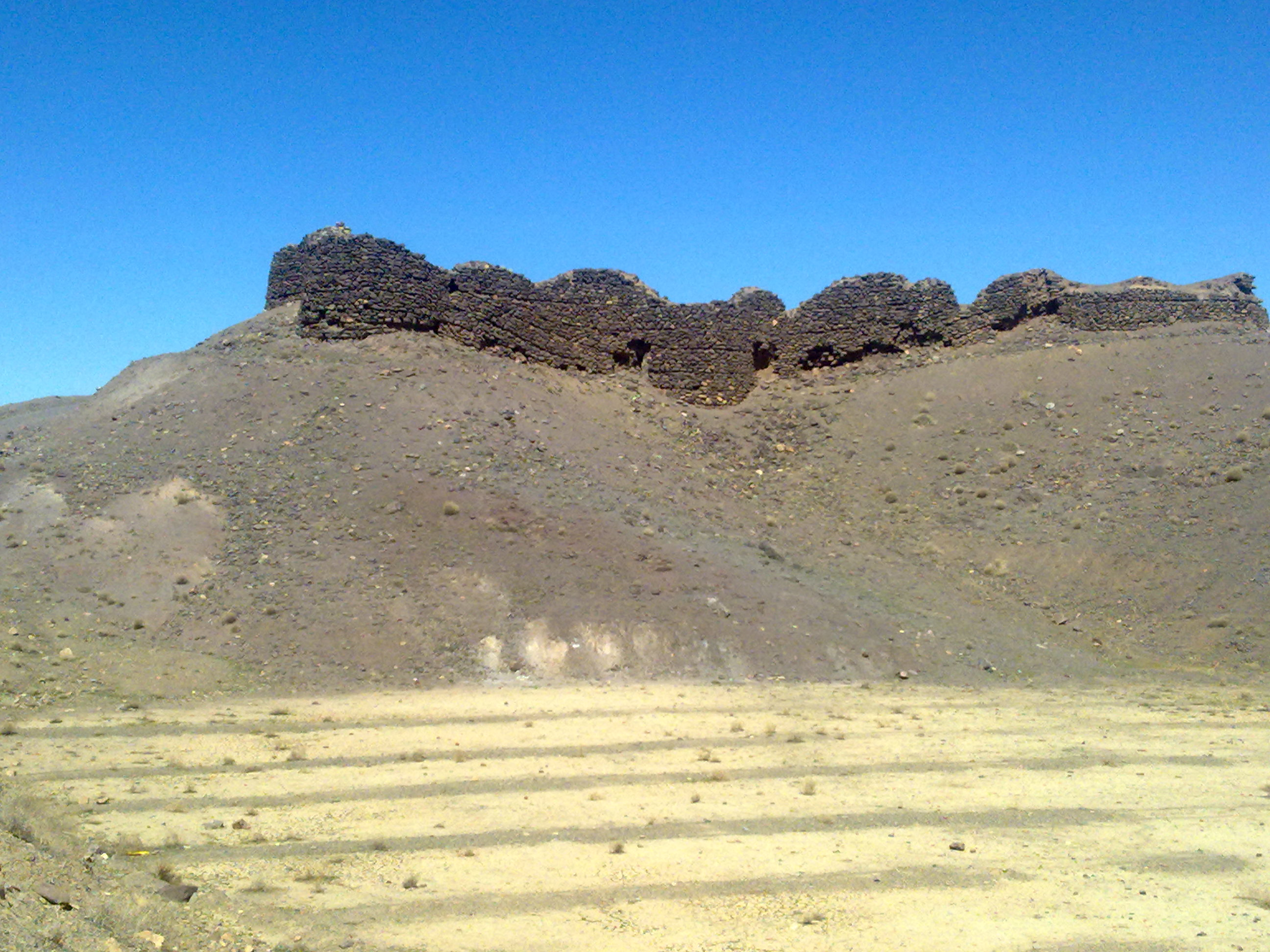
ズィーバッド
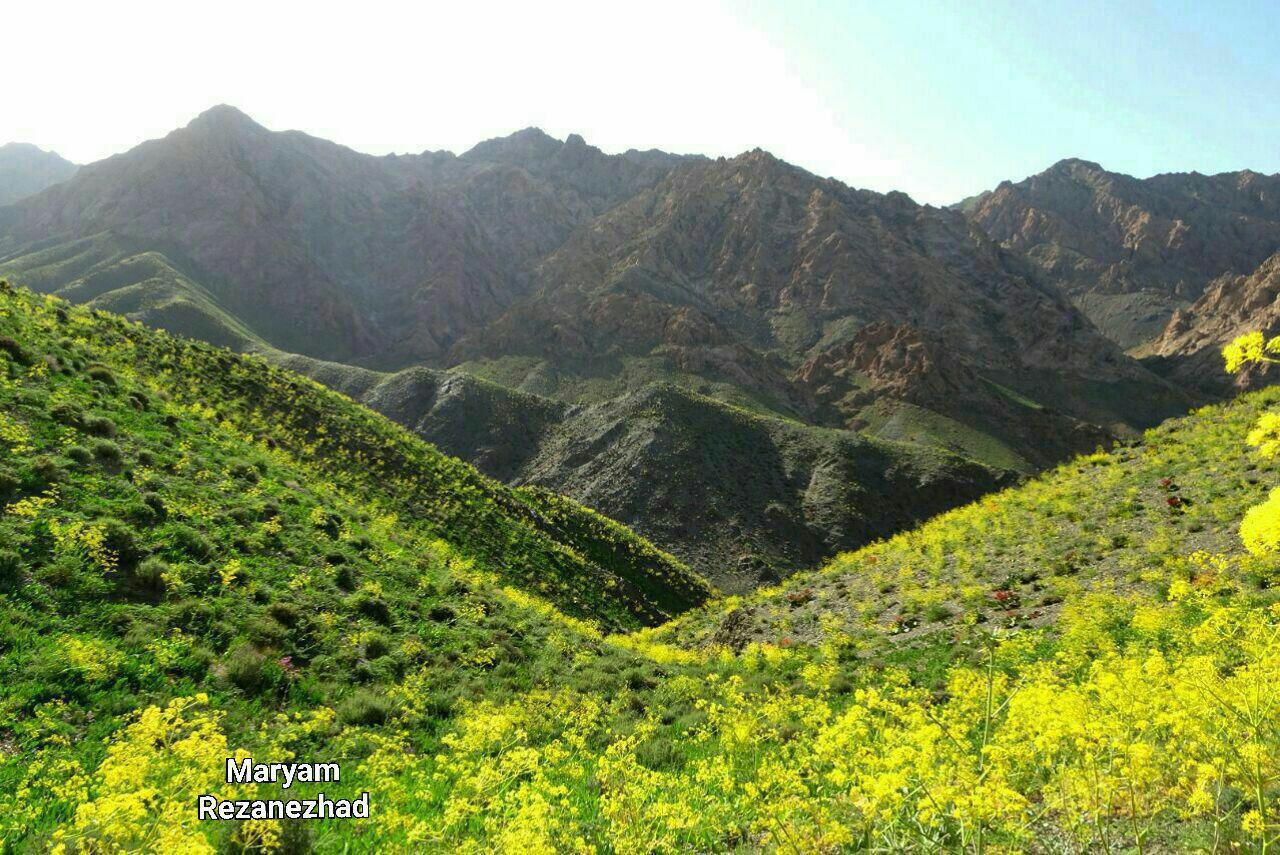
ズィーバッド
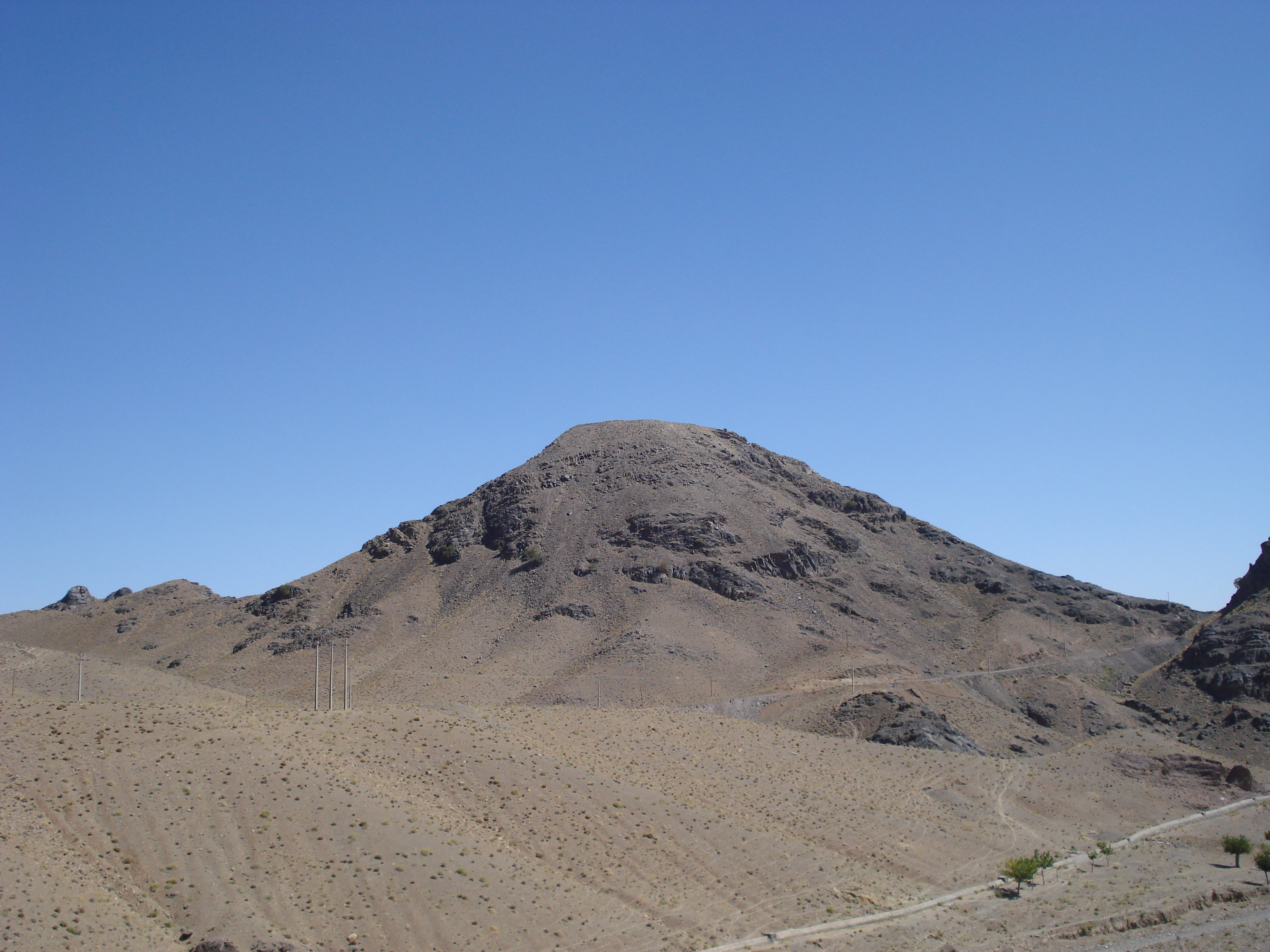
ズィーバッド山
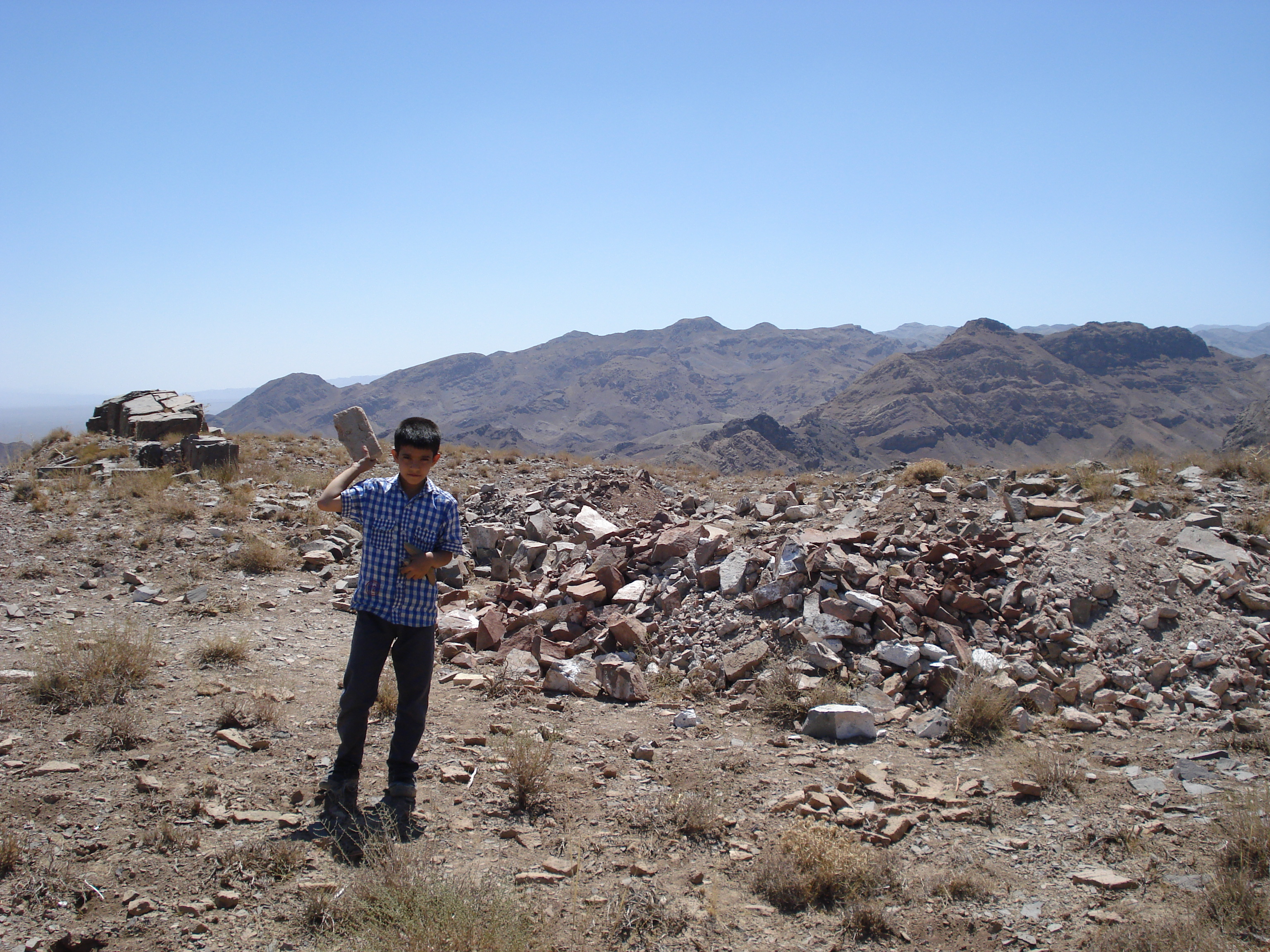
ズィーバッド山